# 페피콘 (취리히주)
페피콘(독일어: Pfäffikon)은 스위스 취리히주에 위치한 지자체로 동명의 페피콘구 구청 소재지이다. 종종 취리히 호수에 있는 슈비츠주 페피콘 SZ와 혼동하기 쉽다.

## 역사
로마 시대에는 페피커제를 따라 비쿠스 켄툼 프라타(Kempraten)에서 오버제 – 취리히 호수를 거쳐 비투두룸(Oberwinterthur)을 거쳐 타스게티움(Eschenz)에서 라인강으로 이어지는 로마 도로가 건설되었다. 이 중요한 운송 경로를 확보하기 위해 이르겐하우젠 카스트룸이 건설되었다. 요새의 고유 이름은 알려져 있지 않으므로, 이르겐하우젠은 811년에 Camputuna sive Irincheshusa로 언급되었다. 카스트룸의 이름은 Cambodunum였으며, 이웃 마을의 이름 Kempten(베치콘)이었을 것이다.
페피콘은 811년에 faffinchova로 처음 언급되었다. 965년에 그것은 haffinchova로 언급되었다.

## 지리
페피콘의 면적은 19.5k㎡이다. 이 면적 중 43.3%는 농업용으로 사용되며 23.4%는 산림이다. 나머지 토지 중 16.7%는 정착지(건물 또는 도로)이고 나머지(16.5%)는 불모지(강, 빙하 또는 산)이다. 1996년에는 주택과 건물이 전체 면적의 11.9%를 차지했고 나머지는 교통 기반시설(4.8%)을 차지했다. 전체 비생산 지역 중 물(하천 및 호수)이 면적의 11.4%를 차지했다. 2007년 기준으로 전체 지자체 면적의 13.6%가 어떤 유형의 건설을 진행 중이었다.
페피콘은 취리히시 남동쪽 취리히 고원의 페피커제에 위치해 있다. 이웃한 지자체로는 베레츠빌, 바우마, 페랄토르프, 히트나우, 루시콘, 제그레벤, 우스터, 베치콘 및 빌트베르크가 있다.
도시는 4개 구역(Aussenwachten), 즉 페피커제에 위치한 아우스리콘, 이르겐하우젠, 및 루치베르크와 오버발름, 운터발름, 부젠하우젠, 오버빌, 줄츠베르크, 헤르마츠빌, 쉬어, 발리콘, 리크, 라벤 및 파이크루티가 있다.

## 인구 통계
2020년 12월 31일 기준, 페피콘의 인구는 12,174명이다. 2007년 기준으로 전체 인구의 17.6%가 외국인이다. 2008년 기준으로 인구의 성별 분포는 남성 49%, 여성 51%였다. 지난 10년 동안 인구는 12.1%의 비율로 증가했다. 2000년 기준, 인구 대부분인 86.9%가 독일어를 사용하며, 이탈리아어가 두 번째로 많이 사용(4.6%)되고, 알바니아어가 세 번째(2.3%)로 사용된다.
2007년 선거에서 가장 인기 있는 정당은 37.8%의 득표율을 기록한 SVP였다. 다음으로 가장 인기 있는 3개 정당은 SPS (15.4%), CSP (14.5%), 녹색당 (10.7%)이었다.
인구의 연령 분포(2000년 기준)는 어린이와 청소년(0~19세)이 전체 인구의 23.5%, 성인(20~64세)이 62%, 노인(64세 이상)이) 14.5%를 차지한다. 페피콘에서는 인구의 약 73.3%(25 ~ 64세)가 비필수 고등교육 또는 추가 고등교육(대학 또는 응용학문대학)을 완료했다. 페피콘에 3,954세대가 있다.
페피콘의 실업률은 2.52%이다. 2005년 기준으로 1차 경제 부문에는 200명이 고용되어 있고, 이 부문에 관련된 약 58개의 기업이 있다. 1635명이 2차 부문에 고용되어 있고, 이 부문에 99개의 기업이 있다. 2379명이 3차 부문에 고용되어 있으며, 이 부문에는 352개의 기업이 있다. 2007년 기준 50% of the working population were employed full-time, and 50% were employed part-time. 2007년 기준 노동인구의 50%가 상근직이고, 50%가 시간제이다.
2008년 기준으로 페피콘에는 2549명의 가톨릭 신자와 4771명의 개신교 신자가 있었다. 2000년 인구 조사에서 종교는 몇 가지 더 작은 범주로 분류되었다. 인구 조사에서 52.5%는 어떤 종류의 개신교도였으며, 48.6%는 스위스 개혁 교회에 속했고 4%는 다른 개신교 교회에 속했다. 인구의 27.3%가 가톨릭 신자였다. 나머지 인구 중 0%는 이슬람교도, 7.5%는 다른 종교(목록에 없음), 2.4%는 무교, 9.5%는 무신론자 또는 불가지론자였다.
역사적 인구는 다음 표에 나와 있다.
| 년도 | 인구  |
| ---- | ----- |
| 1463 | 385   |
| 1634 | 786   |
| 1799 | 2,271 |
| 1850 | 2,896 |
| 1860 | 3,066 |
| 1900 | 2,986 |
| 1950 | 4,784 |
| 1970 | 7,586 |
| 2000 | 9,592 |
| 2005 | 9,920 |

## 날씨
페피콘의 연간 강우량은 평균 139.3일이며, 평균 강수량은 1,162mm이다. 가장 습한 달은 8월로 페피콘의 평균 강수량은 136mm이다. 가장 습한 달인 8월에는 평균 강수량이 12.3일이다. 강수량이 가장 많은 달은 5월로 평균 13.4일이지만, 강수량은 112mm에 불과하다.

## 교통
페피콘 ZH역은 S3 노선에 있는 취리히 S-반의 정류장이다.